# بوب دينز
بوب دينز (بالإنجليزية: Bob Deans)‏ هو لاعب اتحاد الرغبي نيوزيلندي، ولد في 19 فبراير 1884 في كرايستشرش في نيوزيلندا، وتوفي بنفس المكان في 30 سبتمبر 1908.

## وصلات خارجية
- بوب دينز عل موقع إسبنسكروم (الإنجليزية)